# كونور راندال
كونور ستيفن راندال (بالإنجليزية: Connor Randall)‏ (21 أكتوبر 1995 المملكة المتحدة - ) هو لاعب كرة قدم بريطاني، يلعب كمدافع.

## روابط خارجية
- كونور راندال على موقع الاتحاد الأوربي (الإنجليزية)
- كونور راندال على موقع قاعدة بيانات كرة القدم.إي يو (الإنجليزية)
- كونور راندال على موقع Soccerbase.com (لاعب) (الإنجليزية)
- كونور راندال على موقع Soccerway.com (الإنجليزية)
- كونور راندال على موقع عالم كرة القدم.نت (الإنجليزية)